# ルーゴ (スペイン)
ルーゴ(ガリシア語: Lugo)は、スペイン・ガリシア州ルーゴ県のムニシピオ（基礎自治体）。ルーゴ県の県都である。山に囲まれた盆地に位置しており、近くをミーニョ川が流れる。ガリシア統計局によると、2013年の人口は98,761人（2012年：98,457人、2010年：97,635人、2008年：95,416人） で、ガリシア州では第4位の人口を持つ。旧市街を取り囲むローマ時代の市壁が世界遺産に登録されている。住民の呼称はlugués/-sa、男女同形のlucenseも使われる。ガリシア語話者の自治体住民に占める割合は、2001年時点において90.02％だった。

## 歴史
ルーゴは、紀元前26年から紀元前12年にかけてアウグストゥスの軍団長によって建設され、「ルクス・アウグスティ」と名付けられた（「ルクス」の意味は「明るい」「聖なる森」など諸説ある）。カンタブリアとの戦争による駐屯地の跡に建てられたもので、アウグストゥス時代の拡張政策の産物である。後にイベリア半島北西部のローマ属州ガラエキアの3つの都の1つとなった（他の2つはBracara Augusta、ブラカラ・アウグスタ、現ブラガとAsturica Augusta、アストゥリカ・アウグスタ、現アストルガ）。

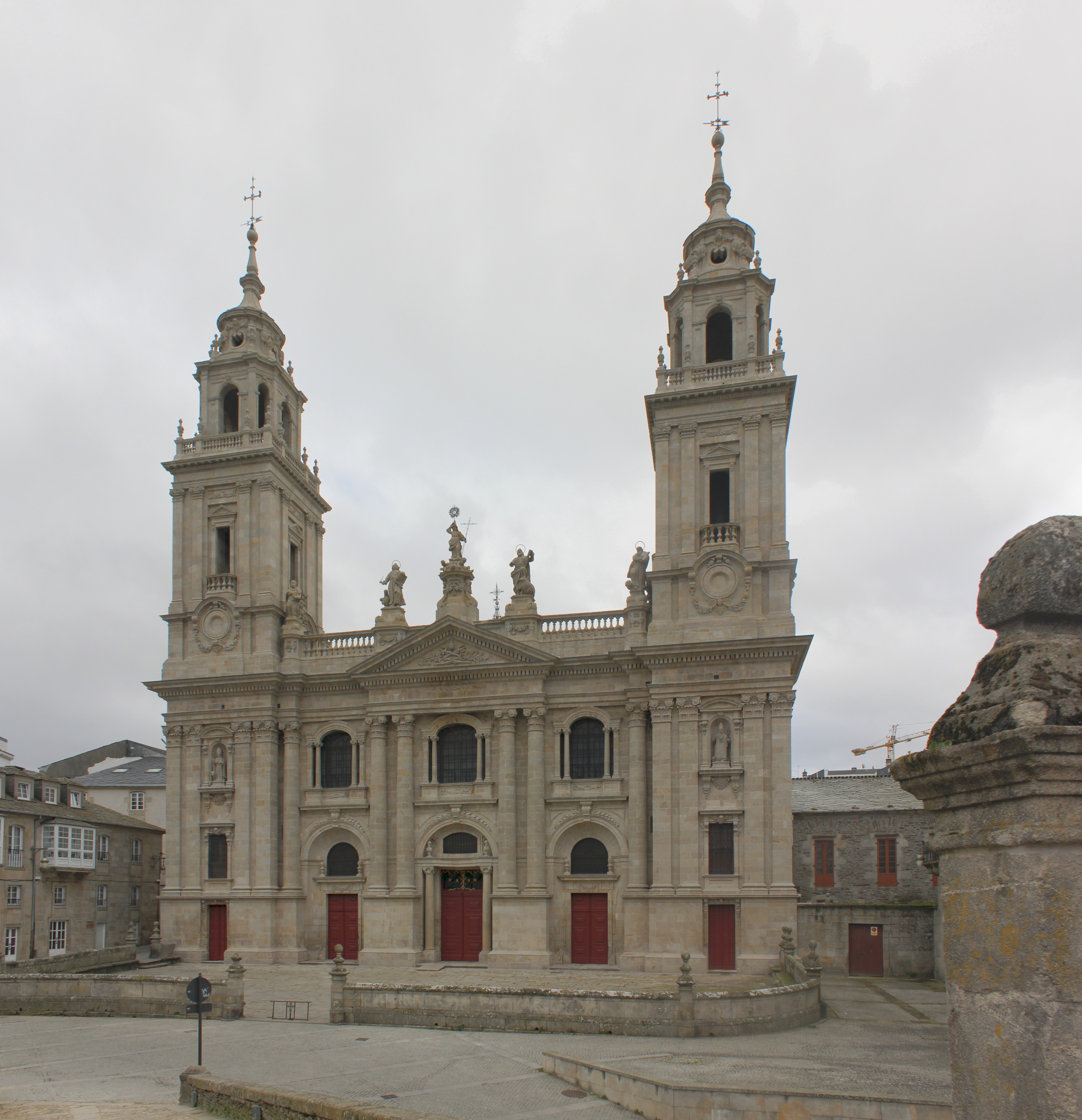
12世紀に建設された大聖堂。

紀元3世紀終わりから4世紀始めのローマ帝国後期に、現在も残る市壁が建設された。ルーゴはローマ時代以降は無人となり、中世初期に住んでいたのは聖職者だけだったという説もある。1129年にロマネスク様式の大聖堂の建設が始まり、聖母マリアに捧げられた。中世後期には、サンティアゴ・デ・コンポステーラのように巡礼の中心地となった。
近代になってからは、現在のルーゴ県の地域にはモンドニェードやリバデオのように産業が盛んな都市が他にもあった。ルーゴがこの地域で最も重要な都市となったのは、1833年スペイン地方行政区分再編でルーゴ県が設置され、ルーゴが県都と定められてからである。

## 人口
| ルーゴの人口推移 1900－2010                             |
|                                                         |
| 出典:INE（スペイン国立統計局）1900年 - 1991年、1996年 - |

## 政治
自治体首長はガリシア社会主義者党（PSdeG-PSOE）のホセ・クレメンテ・ロペス・オロスコ（José Clemente López Orozco）、自治体評議員は、ガリシア国民党（PPdeG）：12、ガリシア社会主義者党:11、ガリシア民族主義ブロック（BNG）：1となっている（2011年5月22日の自治体選挙結果、得票順）。
| 1999年6月13日自治体選挙 |        |        |          |
| 政党                    | 得票数 | 得票率 | 獲得議席 |
| PPdeG                   | 19,000 | 42.10% | 12       |
| PSdeG-PSOE              | 10,461 | 23.18% | 7        |
| BNG                     | 9,346  | 20.71% | 6        |
| EU-IU                   | 1,868  | 4.14%  | 0        |
| IN-LU                   | 1,443  | 3.20%  | 0        |
| DG                      | 1,127  | 2.50%  | 0        |
| EDEG-OV                 | 833    | 1.85%  | 0        |
| PH                      | 69     | 0.15%  | 0        |

| 2003年5月25日自治体選挙 |        |        |          |
| 政党                    | 得票数 | 得票率 | 獲得議席 |
| PSdeG-PSOE              | 28,089 | 51.36% | 13       |
| PPdeG                   | 18,063 | 33.03% | 9        |
| BNG                     | 6,285  | 11.49% | 3        |
| EU-IU                   | 796    | 1.46%  | 0        |
| CDS                     | 375    | 0.69%  | 0        |
| PH                      | 123    | 0.22%  | 0        |

| 2007年5月27日自治体選挙 |        |        |          |
| 政党                    | 得票数 | 得票率 | 獲得議席 |
| PSdeG-PSOE              | 23,375 | 45.04% | 12       |
| PPdeG                   | 18,428 | 35.51% | 9        |
| BNG                     | 7,417  | 14.29% | 4        |
| TEGA                    | 884    | 1.70%  | 0        |
| EU-IU                   | 854    | 1.65%  | 0        |

| 2011年5月22日自治体選挙 |        |        |          |
| 政党                    | 得票数 | 得票率 | 獲得議席 |
| PPdeG                   | 22,853 | 44.21% | 12       |
| PSdeG-PSOE              | 19,840 | 38.38% | 11       |
| BNG                     | 4,663  | 9.02%  | 2        |
| EU                      | 1,648  | 3.19%  | 0        |
| PGD                     | 747    | 1.45%  | 0        |
| UPyD                    | 337    | 0.65%  | 0        |

## 交通
ルーゴには、スペインの首都マドリードからの高速道路（N-6号線）が通っている。また、鉄道駅も設置されており、鉄道でア・コルーニャ県の県都ア・コルーニャ方面へ向かうことと、県内のサリアなどを経由してルーゴ県南部の都市モンフォルテ・デ・レモスへ向かうことができる。

## 教育
市内にはサンティアゴ・デ・コンポステーラ大学（USC）のルーゴ・キャンパス（Campus de Lugo）があり、次のような学部が開設されている。
- 商学部（Facultade de Administración e Dirección de Empresas）
- 科学部（Facultade de Ciencias）
- 人文学部（Facultade de Humanidades）
- 獣医学部（Facultade de Veterinaria）
- 高等工科学校（Escola Politécnica Superior）
- 教員養成学校（Escola Universitaria de Formación do Profesorado）

## スポーツ
- CBブレオガン - バスケットボールクラブ。
- CDルーゴ - サッカークラブ。リーガ・エスパニョーラ所属。

## 教区
ルーゴは55の教区に分けられる。
- アダイ（サンタ・マリーア・マダネーラ）
- バクリン（サン・ミゲル）
- バスクアス（サンタ・マリーア）
- バサール（サン・レミシオ）
- ベナーデ（サント・エステボ）
- ボカマオス（サン・シジャーオ）
- ボベダ（サンタ・マリーア）
- オ・ブルゴ（サン・ビセンテ）
- カルデ（サン・ペドロ）
- カモイラ（サン・レミシオ）
- カルバジード（サン・マルティーニョ）
- コエオ（サン・ビセンテ）
- コエセス（サンタ・マリーア・マダネーラ）
- クイーニャ（サンタージャ）
- エスペランテ（サンタージャ）
- ゴンダール（サンタ・マリーア）
- ラビオ（サン・ペドロ）
- ラマス（サンタージャ）
- ルーゴ
- マソイ（サンタージャ）
- メイラン（サンティアーゴ）
- モンテ・デ・メダ（サンタ・マリーア・マダネーラ）
- ムシャ（サンタ・マリーア）
- オンブレイロ（サン・マルティーニョ）
- オルバサイ（サン・ミゲル）
- オ・オウテイロ・ダス・カモイラス（サン・サルバドール）
- ペドレーダ（サン・ビセンテ）
- ピーアス（サン・ビセンテ）
- ピウゴス（サンティアーゴ）
- ポウトミージョス（サン・マルティーニョ）
- プロガロ（サンティアーゴ）
- レシミル（サン・ロウレンソ）
- リバス・デ・ミーニョ（サン・マメーデ）
- ロメアン（サン・ペドロ）
- ルビアス（サン・シジャーオ）
- サア（サンティアーゴ）
- サン・マメーデ・ドス・アンショス（サン・マメーデ）
- サン・マルティーニョ・デ・ピニェイロ（サン・マルティーニョ）
- サン・ペドロ・デ・メラ（サン・ペドロ）
- サン・ロマン（サンタ・クリスティーナ）
- サン・サルバドール・デ・ムシャ（サン・サルバドール）
- サン・ショアン・デ・ペナ（サン・ショアン）
- サン・ショアン・ド・アルト（サン・ショアン）
- サン・ショアン・ド・カンポ（サン・ショアン）
- サンタ・コンバ（サン・ペドロ）
- サンタ・マリーア・デ・アルタ（サンタ・マリーア）
- サンタ・マルタ・デ・フィショス（サンタ・マルタ）
- サンタージャ・デ・ボベダ・デ・メラ（サンタージャ）
- サント・アンドレ・デ・カストロ（サント・アンドレ）
- ソニャール（サン・ペドロ）
- テイシェイロ（サンタ・マリーア）
- ティリモル（サン・ショアン）
- トリブレ（サンタ・マリーニャ）
- オ・ベラル（サン・ビセンテ）
- ビラチャ・デ・メラ（サン・シジャーオ）

## 世界遺産
ルーゴの市壁は2000年に「ルーゴのローマ城壁」としてユネスコの世界遺産（文化遺産）に登録された。ローマ時代の市壁としてはヨーロッパでも珍しく保存状態が良好で、欠けることなく街を360度取り囲んでいる。市壁の高さは10メートルから15メートルで、長さは2.5 km、71の塔を持つ。

### 登録基準
この世界遺産は世界遺産登録基準のうち、以下の条件を満たし、登録された（以下の基準は世界遺産センター公表の登録基準からの翻訳、引用である）。
- (4) 人類の歴史上重要な時代を例証する建築様式、建築物群、技術の集積または景観の優れた例。